# Pater Patriae
Pater Patriae (latín, a veces, Parens Patriae, plural Patres Patriae) fue un título honorífico de la Antigua Roma. La locución latina generalmente inscrita en monedas o monumentos imperiales era abreviada epigráficamente como P.P. En español, su significado podría ser el de "Padre del País", "Padre de la Patria", o más literalmente, "Padre de la Tierra de mis Padres".
El título no representaba ninguna magistratura en particular ni tampoco conllevaba ningún estatus legal; era solo un reconocimiento honorario asignado por el Estado.

## Historia romana
Este título era conferido por el senado romano y fue otorgado por primera vez al general Marco Furio Camilo en el año 386 a. C. que por su papel en el asedio galo a Roma fue considerado como el segundo fundador de la ciudad, después de Rómulo, su legendario fundador, que sería considerado parens urbis Romanae. 
Tres siglos más tarde, el senado se lo otorgó al orador y estadista Marco Tulio Cicerón durante su consulado en el año 63 a. C. por su participación contra la conspiración de Catilina que pretendía derrocar la República romana.
El siguiente honor fue para Julio César, que como dictador se convirtió en el gobernante de facto de la república romana y su imperium, después de la batalla de Munda en el 45 a. C. , por haber conseguido terminar con las guerras civiles. 
Más tarde lo consiguió Augusto en el año 2 a. C., que lo consideró una distinción muy importante para él ya que le parecía ser un paterfamilias de todos los romanos. Sin embargo, al no ser importante para la legitimidad del gobernante ni para sus poderes legales, no llegó a convertirse en un título concedido regularmente en la época imperial, a diferencia de los de Imperator, César, Augusto, princeps senatus, pontifex maximus y tribunicia potestas. Según el historiador Suetonio, el sucesor de Augusto, Tiberio, se le ofreció el título, pero lo rechazó.
El Senado, finalmente, concedió el título a muchos emperadores romanos, a menudo solo después de muchos años de gobierno, o si fuese el caso de que el nuevo emperador fuera especialmente apreciado por los senadores, como en el caso de Nerva. Como resultado de esto, muchos de los emperadores que tuvieron corta vida de gobernantes, nunca recibieron el título, como es el caso de Galba, Otón o Vitelio.
El honor estaba sujeto a la aprobación del que lo iba a recibir que, en su caso, podía rechazarlo. Tiberio y Nerón declinaron el honor cuando se les ofreció en el primer año de su reinado, por ser demasiado precipitado, aunque más tarde, el segundo lo aceptó al ofrecérselo por segunda vez. Fue tradicional para el agraciado, en señal de humildad, aplazar el honor durante algún tiempo una vez de le hubiese otorgado. Adriano, por ejemplo, lo aplazó durante dos años.

## Lista cronológica dePatres Patriae
- Rómulo, 753 a. C.
- Marco Furio Camilo, 386 a. C.
- Cicerón, 63 a. C.
- Julio César, 45 a. C.
- Augusto, 5 de febrero del 2 a. C.
- Calígula, 37
- Claudio, enero 42
- Nerón, 55
- Vespasiano, 70
- Tito, junio de 79
- Domiciano, 14 de septiembre de 81
- Nerva, septiembre de 96
- Trajano, 98
- Adriano, 128
- Antonino Pio, 139
- Marco Aurelio y Lucio Vero, 166
- Cómodo, 177
- Septimio Severo, 193
- Caracalla, 199
- Macrino, junio de 217
- Heliogábalo, julio de 218
- Gordiano III, mayo de 238
- Marco Aurelio Probo, julio de 276
- Diocleciano, 20 de noviembre de 284
- Maximiano, 1 de abril de 286
- Constantino I, 307